# Herbert Rowen
Herbert Harvey Rowen (Brooklyn (New York), 22 oktober 1916 - Newtown (Pennsylvania), 31 maart 1999) was een Amerikaans historicus van het vroegmoderne Europa en "misschien wel de belangrijkste Engelssprekende historicus van de Nederlandse Republiek sinds John Lothrop Motley."

## Gepubliceerde werken (selectie)
- The ambassador prepares for war; the Dutch embassy of Arnauld de Pomponne, l669-l67l, Den Haag, M. Nijhoff, 1957.
- A history of early modern Europe, 1500-1815. New York: Holt, 1960
- From absolutism to Revolution: 1648-1848, geredigeerd door Herbert H. Rowen. New York: Macmillan; London: Collier-Macmillan, Ltd., 1963.
- A History of the Western World, met Bryce Lyon, Theodore S. Hamerow, Herbert H. Rowen. New York: Rand McNally, 1969.
- The Low Countries in early modern times, geredigeerd door Herbert H. Rowen. New York: Walker, [1972].
- Early Modern Europe: A Book of Source Readings, geredigeerd door Carl J. Ekberg en Herbert H. Rowen. AMH Publishing, 1973.
- The Dutch Republic: A Nation in the Making, door De Lamar Jensen en Herbert H. Rowen. Forum, 1976.
- John de Witt, Grand Pensionary of Holland, 1625-1672. Princeton, N.J.: Princeton University Press, 1978.
- Political ideas & institutions in the Dutch Republic: artikelen gepresenteerd tijdens een Clark Library seminar, 27 maart 1982, door Herbert H. Rowen, Andrew Lossky. Los Angeles: William Andrews Clark Memorial Library, University of California, Los Angeles, 1985.
- John de Witt, statesman of the "true freedom" . Cambridge en New York: Cambridge University Press, 1986.
- The Princes of Orange: the stadholders in the Dutch Republic. Cambridge en New York: Cambridge University Press, 1988.